# 近鉄260系電車
近鉄260系電車（きんてつ260けいでんしゃ）は、近畿日本鉄道（近鉄）が1982年に内部線・八王子線用に導入した電車である。
2015年4月以降は、両線の第三種鉄道事業者である四日市市が所有し、第二種鉄道事業者の四日市あすなろう鉄道が運行する形で使用されている。

## 概要
内部・八王子線は、軽便鉄道（特殊狭軌線）規格で建設されたため線路幅（軌間）が762 mmと狭い。その特殊さゆえ、他線区の車両を転用できず、四日市鉄道由来のモニ210形（1928年製）など、旧型車両が長年にわたって使用されてきた。しかも、これらの旧型車は制御器として路面電車などと同様の直接式制御器を搭載しており、折り返し時には機回り線による編成の組み替えを実施する必要があり、折り返し駅に人員を配置し、分岐器を設置しておく必要があって経費上問題となっていた。
さらに、老朽化の進んだ車両を放置し続けることは旅客サービス上問題があり、新造車の早急な投入が要請された。そのため、新造車の投入によるこれら旧型車両の置き換えが計画された。加えて1982年には内部・八王子線の開業70周年にあたることから、これを機に近代化されることが決定した。以上の背景から、近鉄グループの近畿車輛で1982年から1983年にかけて四日市向き制御電動車のモ260形（2代）が261 - 265の5両、内部・西日野向きの制御付随車のク160形が161 - 163の3両、合計8両が製造された。
制御電動車と制御付随車の両数が異なることでも明らかなとおり、本系列の新造に当たっては、在来車の完全な淘汰を実施せず、三重交通時代に新造された比較的経年の浅い車両を極力流用する方針が採られた。これにより、1949年製のモニ220形（電装解除を実施してサ120形へ改造）および1954年製のサ130形（旧三重交通サ360形。本系列と同一設計の運転台ブロックを取り付けてク110形に、あるいはそのまま更新工事を実施してサ120形に改造）が流用され、自動ドア化などの大規模な更新工事を実施の上で本系列と組み合わせて運用されている。これら、特にサ120形となった旧モニ220形は後述の移管前後の近鉄では既に最古参となった車両であった。

## 車体

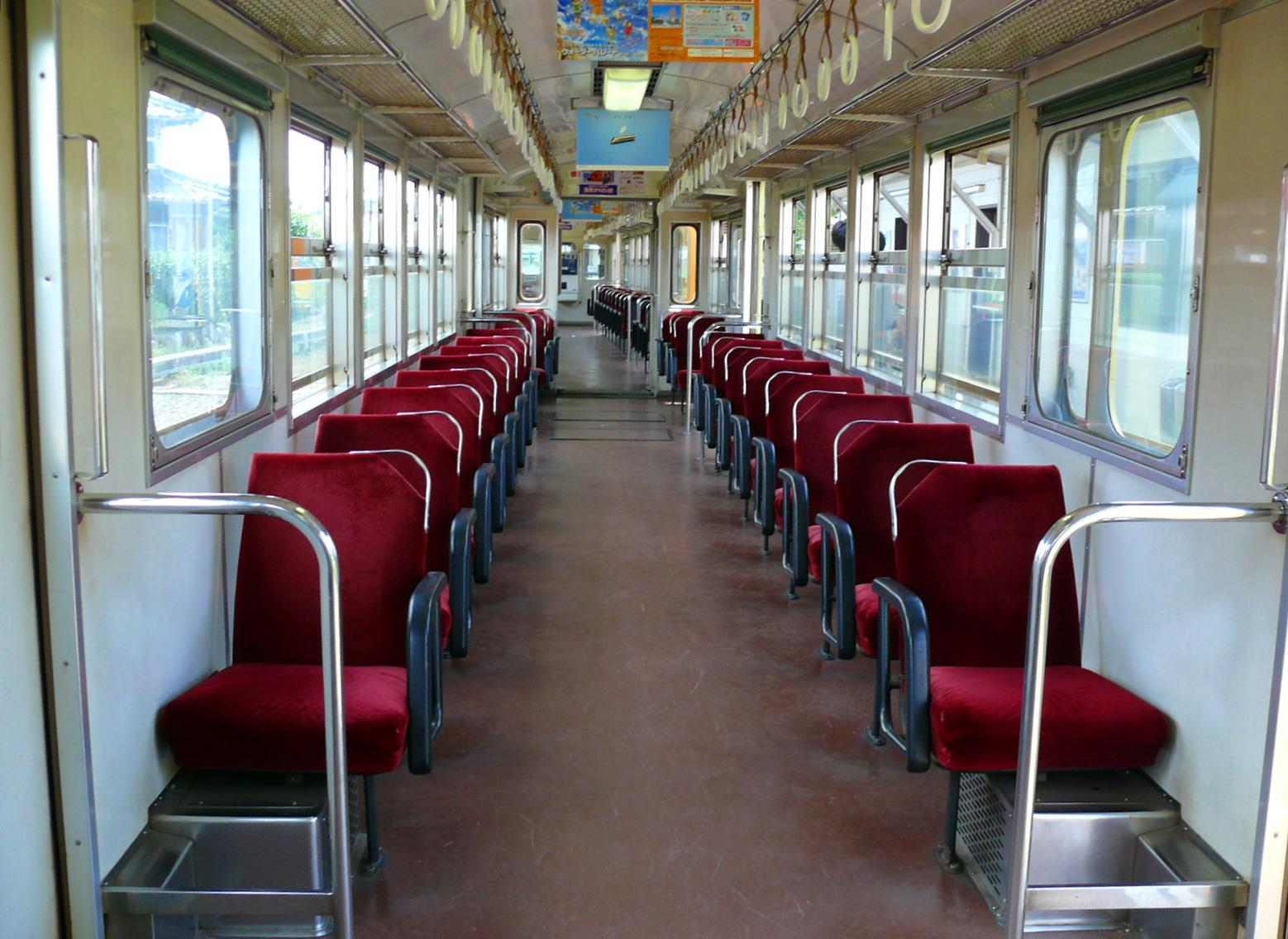
260系電車の車内（2007年）

先行して1977年に北勢線に投入された270系を基本とする、15 m級軽量全金属製車体である。
窓配置はd1D(1)4D(1)1で、270系と異なり客用扉は片開き式とされた。車体前部の運転台部分がやや絞り込まれ、前面の1枚窓が傾斜するなど、その印象は270系と全く異なる。これに対してサ120形とク110形は外板側面にウィンドウ・シル及びウィンドウ・ヘッダーが残存する。
座席は通路を挟んで各1列ずつ一方向固定クロスシート（路線バスタイプのローバック仕様）が設置されており、この点でもロングシートであった270系とは異なるが、サ120形とク110形は種車のロングシートがそのまま使用されている。
設計段階では特殊狭軌線での使用に適した冷房機が存在しなかったため、非冷房車として竣工しており（ラインデリアを3台装備）、後述のリニューアルまで冷房化はされなかった。
登場当初の塗装は全体を当時の一般車標準色である近鉄マルーンとし、前面上部・車体裾部・客用扉周辺をオータムリーフに塗り分けた。本線系一般車が近鉄マルーン1色であった時期に新車であることを強烈にアピールするものであった。2004年よりイメージアップも兼ねて、各車ごとに異なるパステルカラーを採用するようになり、検査周期が一巡する2008年には全車の塗り替えが完了した。

## 主要機器
駆動装置は吊り掛け駆動方式で、主電動機は三菱電機製MB-464AR（端子電圧750 V時定格出力38 kW）を装備、制御器は16段の進段数を備えた1C4M制御の三菱電機ABF-54-75MA間接式抵抗制御でモ260形に装備した。台車は近畿車輛製で、270系に採用されたKD-219・219Aの使用実績を基にさらなる軽量化を目的として設計された、ペデスタル式軸箱支持装置を備えた金属ばね式のKD-219系台車であるが、サ120形は種車のNKC-1台車がそのまま使用されている。集電装置はモ260形の連結側に1基搭載。制動方式は新造当初、中継弁付きのA動作弁によるAMA-R自動空気ブレーキが採用されていた。
補機類のコンプレッサーおよび補助電源装置は、いずれも各車の重量平均化による最大軌道負担力の軽減を目的として、モ260形ではなくク160形に搭載されており、直流100 V（20 Ah）のアルカリ蓄電池も搭載されている。

## 改造
1989年に内部線および八王子線でワンマン運転が開始されるに伴って本系列もワンマン対応化され、近鉄では初のワンマン運転対応車両となった。新造時に使用されていた自動空気ブレーキの部品製造打ち切りに伴うA弁の保守困難などから、保安性向上を名目として1994年から1995年にかけてHSC電磁直通ブレーキへの換装工事が実施された。この際にサ120の台車の枕ばねを板ばね式から金属ばね+オイルダンパに変更した。2012年には全車両の連結部に転落防止幌の整備が行われた。

## 四日市あすなろう鉄道移管後

### 冷房化と新造車の導入

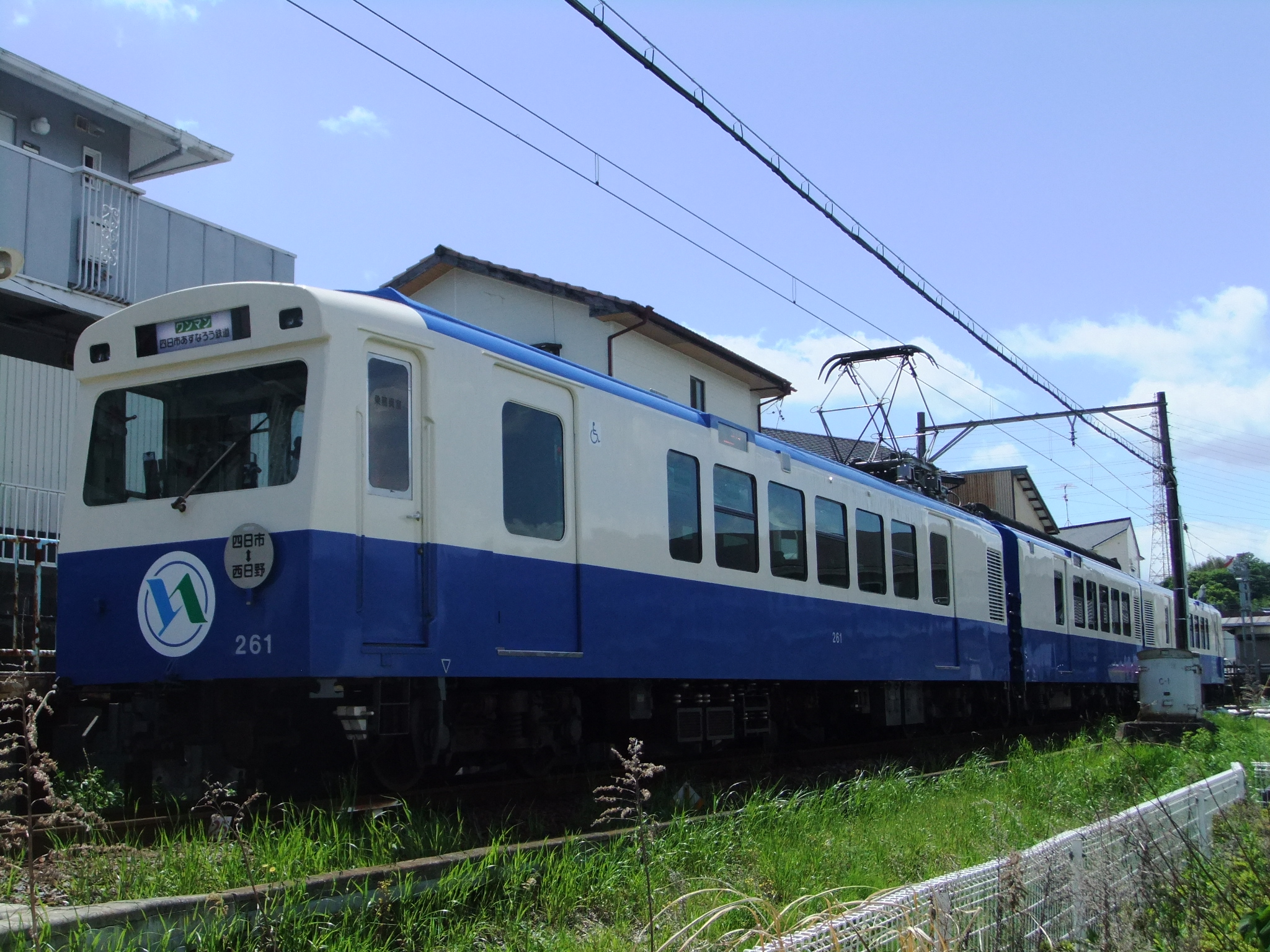
四日市あすなろう鉄道 260系更新車

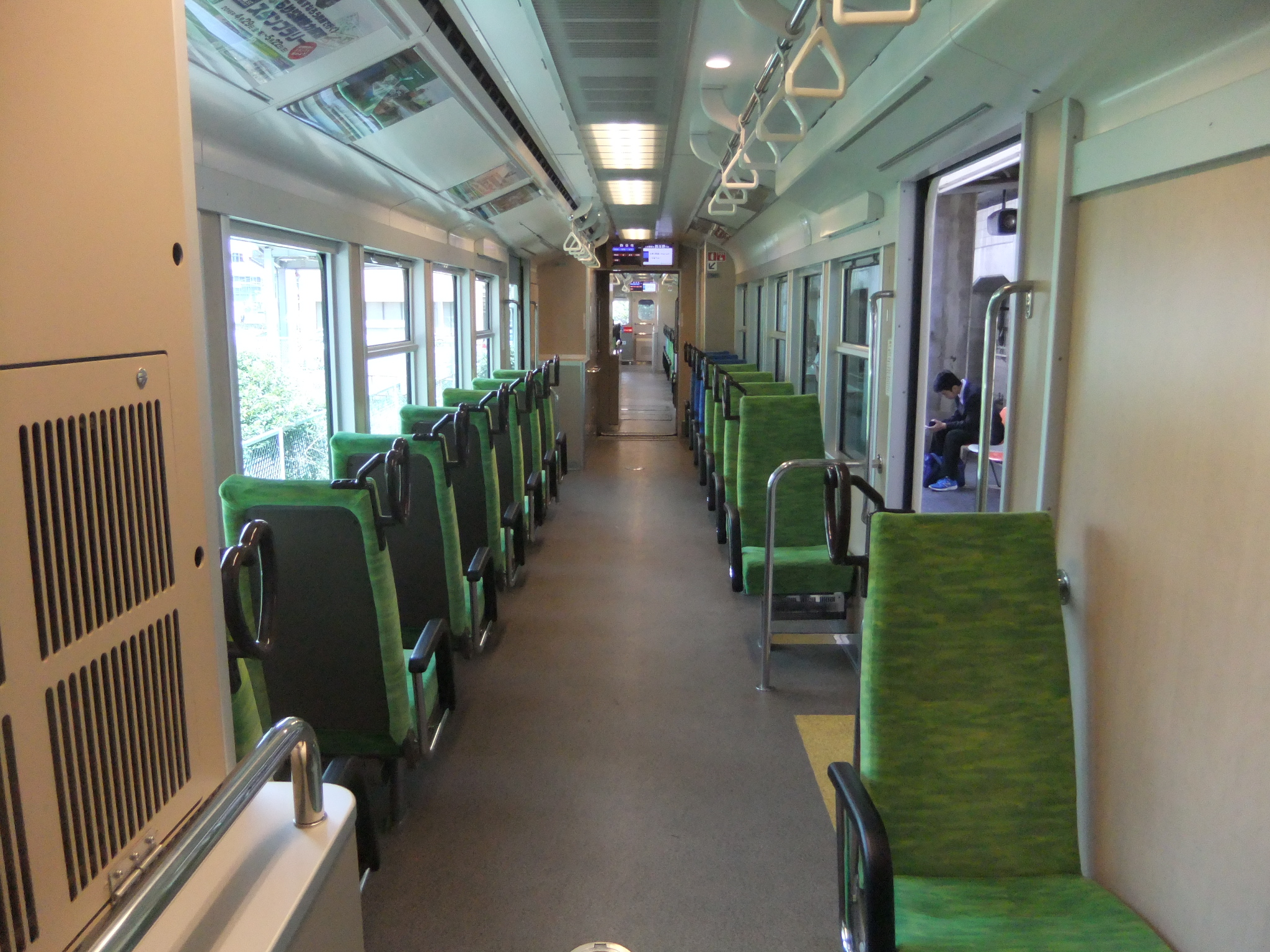
サ181車内。左側と右側で座席の向きが異なる

四日市あすなろう鉄道への移管後、車両のリニューアル工事を4年間かけて実施することが決定された。編成を組む車両のうち、従来車のモ260形とク160形は近鉄の高安検修センターへ入場のうえリニューアル工事と冷房化を実施、サ120形・ク110形は新造車のサ180形およびク160形（従来車の続番）に置き換えられた。2015年9月27日より、モ261-サ181-ク161の3両1編成が営業運転を開始した。2016年鉄道友の会ローレル賞選定車両。

### 各部仕様

#### 車体外見
従来車のモ260形・ク160形は車体の屋根・外板・床面・ドアエンジンなどの老朽化が著しい部分を全て新造交換し、乗務員室寄りの側扉は乗務員扉のすぐ後ろへ移設した。サ180形の客室扉は車端側に点対称配置の片側1扉としている。各車両の側窓は全てカーテンを撤去、UVカットガラスの固定窓とし、一部の窓を内折れ式の開閉窓としている。車体塗装は、上半分が白・下半分が編成ごとに異なるツートンカラーとしており、先頭車前面に四日市あすなろう鉄道の社章が入れられている。側面の行先表示器はLED式のものが新設されたが、前面方向幕は撤去してその部分を「ワンマン 四日市あすなろう鉄道」表示に固定し、行先表示は方向板で行う方式に改められた。

#### 主要機器
駆動装置は従来の吊り掛け駆動方式から変更されていないが、主電動機は絶縁強化を施した三菱電機MB-464AR3に変更、主回路配線も変更された。台車も従来車は変更されていないが、サ180形はク160形と同等のペデスタル式軸箱支持装置を備えた金属ばね台車のKD-219H形を新製して装着し、ク160形新製車のク164形はKD-219Dを装着している。
冷房装置はモ260形とク160形では車端部にCU47形床置冷房装置2台、サ180形は車端部にCU47形床置冷房装置1台を搭載しており、1編成全体で5基搭載としてこれにラインデリアを配し、冷風を車内全体に行き渡らせるためにダクトが設置された。電源はサ180形の床下に冷房用の補助電源装置であるNC-WBT55A形静止インバータ（出力55 kVA）1基を搭載して、編成全車の冷房化を可能としている。これに伴い、リニューアル前にク160形に搭載されていた補助電源装置は撤去された。

#### 車内設備
座席は全て交換されて腰掛をハイバックタイプとし、子供や低身長者の利用に配慮して2名分の利用を可能にしたハート形の手すりが取付けられている。座席配置はモ260形・ク160形は改造以前と同様に腰掛の向きを運転席側に固定され、サ180形は腰掛の向きが通路を挟んで異なっている。モケットは座面のクッションを厚めにして居住性の向上が図られ、モケットの色は一般席を緑色、優先席は青色としている。冷房装置の設置に伴って減少した座席の代替として、ベンチシートを両先頭車に設置した。車内化粧板は壁面に木目調、乗降扉に水色を採用した。床面はシリーズ21と同様のグレーを基調にした耐摩擦仕様とし、乗降口部分は黄色のノンスリップ仕様とした。客室内の照明はLED式に変更され、電球色を採用してLED照明特有の眩しさを軽減させるためにスリット板を取り付け、車内配色と相まって爽やかな車内空間となっている。
バリアフリー対応として全車両の乗降口にドアチャイムの新設、モ260形とク160形の乗務員室側乗降口付近に車椅子スペースを整備して、車椅子スペースとサ180形四日市寄りに通話可能タイプの非常通報装置を新設し、車内に設置された車内案内表示器や放送装置はGPSを利用した位置情報により自動で案内を行う方式に変更された。

#### 定員
車内の定員は従来車改造のモ260形とク160形で62名、新造車のサ180形で50名とされた。

#### その他
運転台機器の変更は無いが、一部機器の追加・交換が行われ、両先頭車のATSも近鉄本線車両と同一の機器に交換された。運賃表示器は液晶化され、運賃箱も名古屋線のワンマン運転対応車と同一のものに交換された。モ260形の乗務員室側には避難梯子や消火器が格納された。

## 編成
電算記号はU（U61 - U65）。運用は下記の編成を1両単位でモ260+サ120+ク160またはク110の3両に組成して行われ、検査時などには組成変更やサ120を抜いた2両編成化での運用も行われていた。移管後はリニューアル車についても検査などで編成変えなどがされている。SIVが設置されているサ180を抜いた2両編成を構成する際はSIVが設置されたク164、ク165が組成されている。

### 新造時（1982年当時の編成）
- モ261 - サ121 - ク161
- モ262 - サ122 - ク162
- モ263 - サ123 - ク163
- モ264 - サ124 - ク114
- モ265 - ク115

### 四日市あすなろう鉄道移管後
- モ261 - サ181 - ク161（2015年9月リニューアル、サ181は新製）
- モ262 - サ182 - ク162（2016年8月リニューアル、サ182は新製）[17]
- モ263 - サ183 - ク163（2017年9月リニューアル、サ183新製）[12]
- モ264 - サ184 - ク164（2018年3月リニューアル、ク164、サ184は新製）[13][14]
- モ265 - ク165（2019年リニューアル、ク165は新製）[18]

### 画像集（ギャラリー）

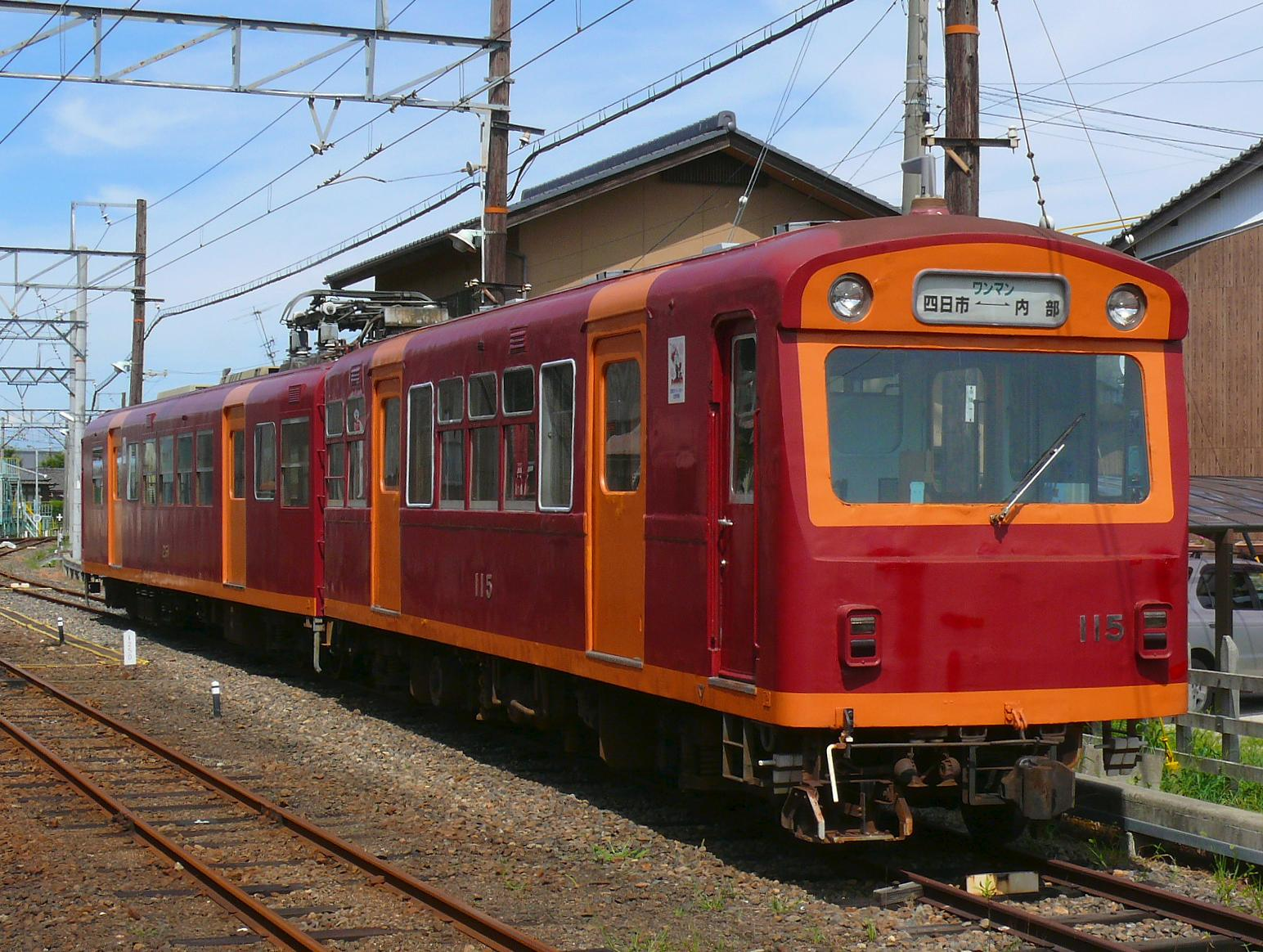
ク115を先頭にした2両編成。登場時の塗装。（2007年）
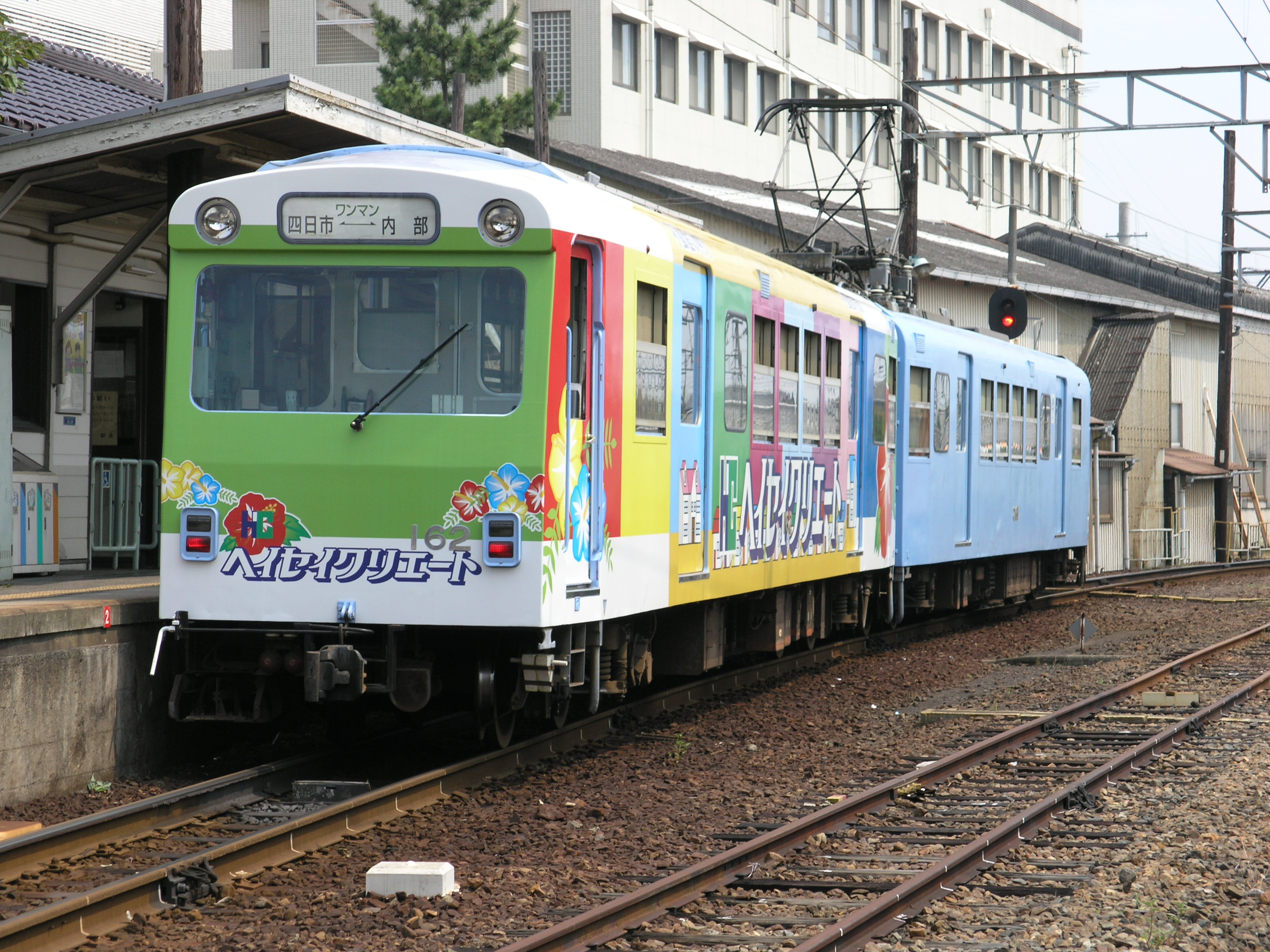
近年は全面広告車や塗装変更で様々な塗色がある。（2008年）
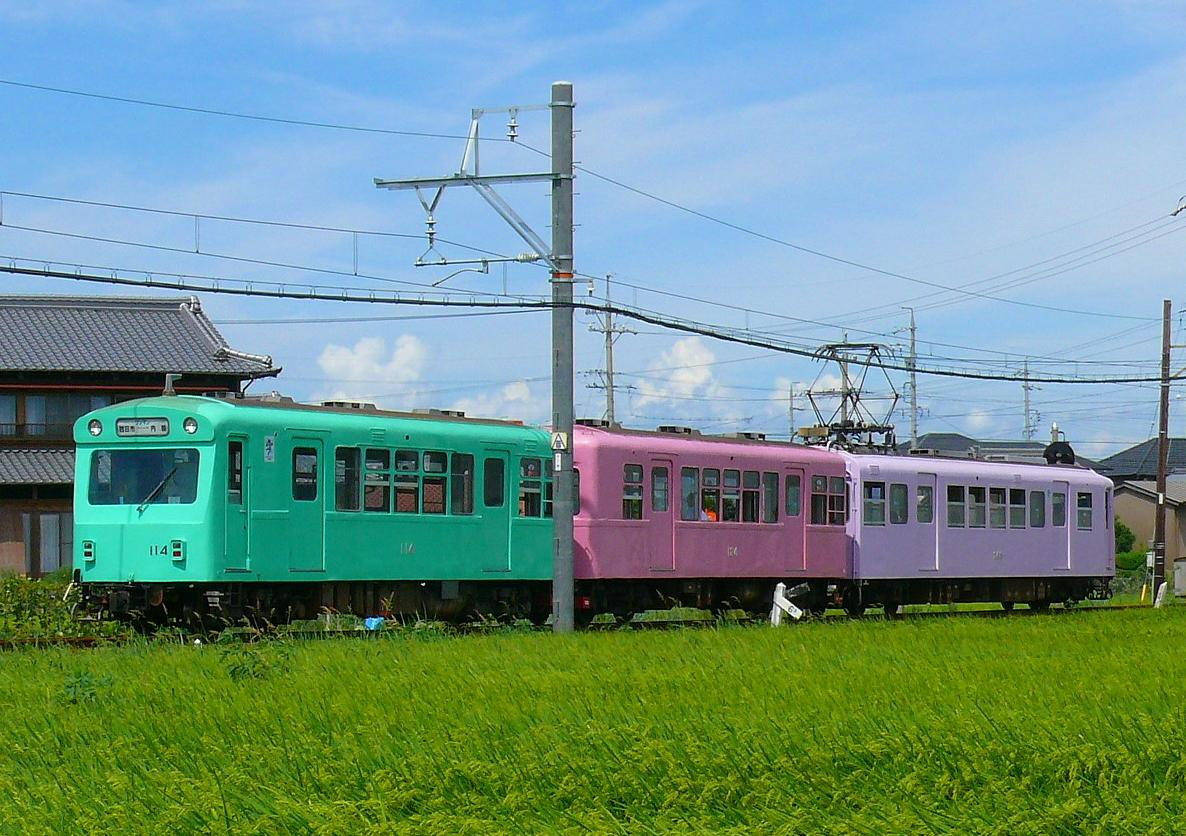
先頭からク114-サ124-モ263の3両編成。（2007年）
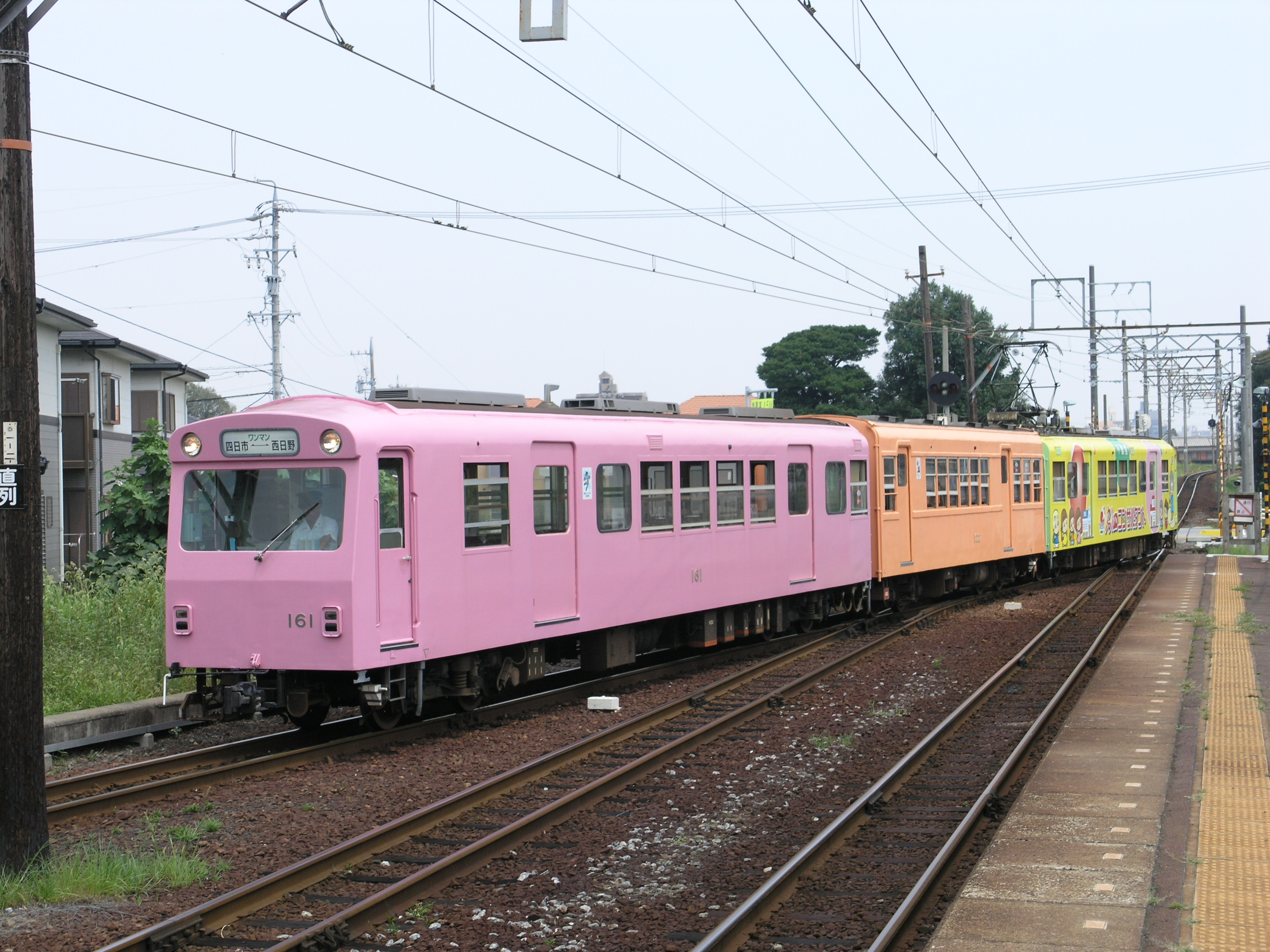
先頭からク161-サ122-モ262の3両編成。（2008年）
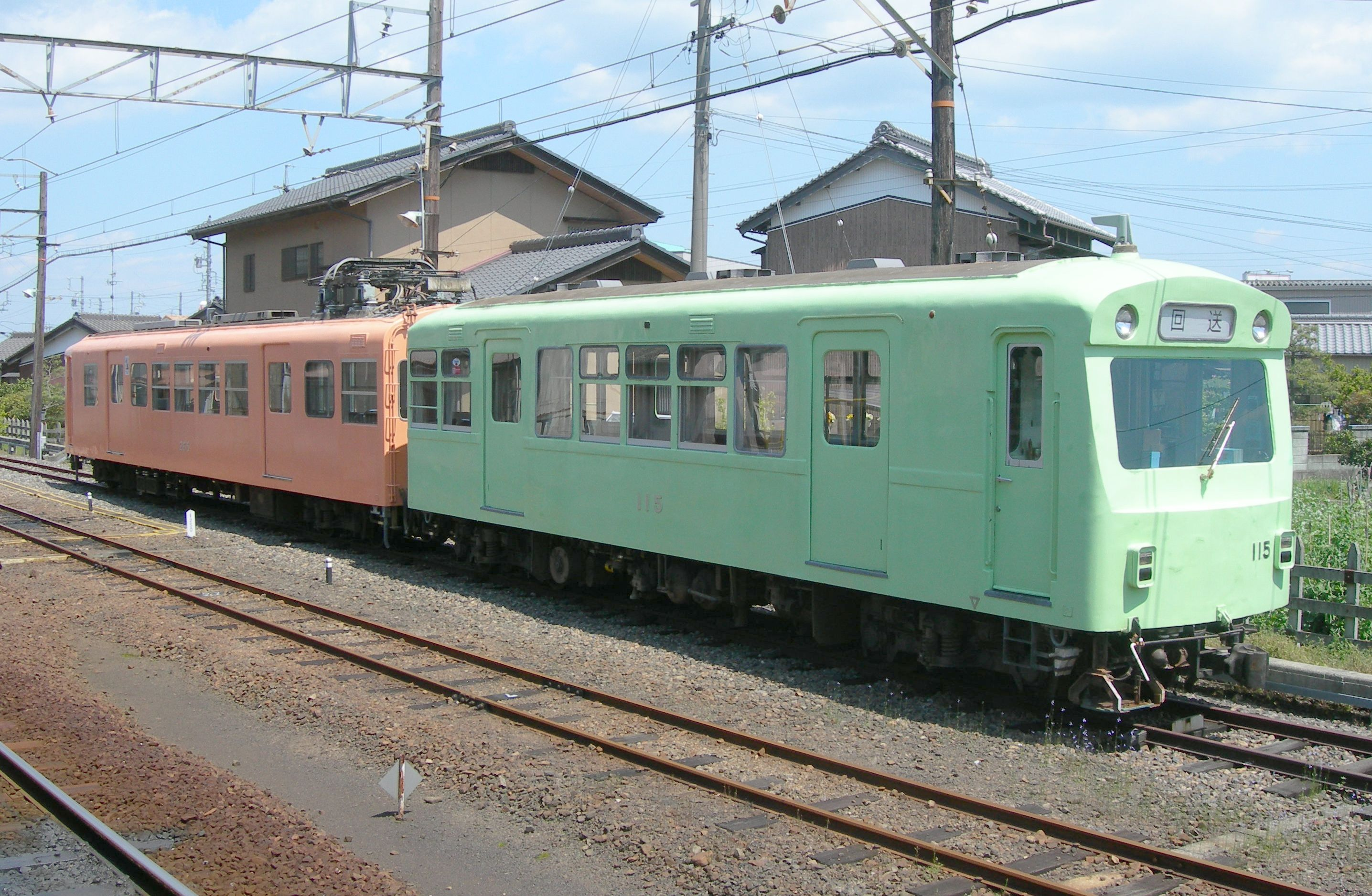
先頭からク115-モ265の2両編成。（2010年）

## 廃車
近鉄時代は本系列の除籍車両は発生しなかったが、四日市あすなろう鉄道移管後はリニューアルおよび新造車両の投入に伴って定期運用を離脱、廃車となる車両が発生しており、代表的に2016年9月にはサ121が定期運用を終了している。